# Shinobu Orikuchi
Shinobu Orikuchi (折口 信夫, Orikuchi Shinobu), 11 février 1887 - 3 septembre 1953, est un ethnologue, poète et romancier, spécialiste de la religion, de la langue et de la littérature japonaises. Comme poète, il a surtout écrit sous le nom de plume de Shaku Chōkū (釈 迢空).

## Biographie
Orikuchi est né à Nishinari (aujourd’hui Naniwa-ku, Ōsaka) le 11 février 1887. Après une enfance studieuse, mais marquée par deux tentatives de suicide, il s’installe en 1905 à Tokyo chez Fuji Muzen, un moine bouddhiste réformateur, et écrit de nombreux waka. Il s’inscrit en Lettres japonaises à l’université shintō Kokugakuin dont il sort diplômé en 1910. Entre 1911 et 1914, il est professeur de collège dans sa région d’origine.
En 1916, il publie la traduction en langue moderne des 4 516 poèmes du Manyōshū (Recueil des dix mille feuilles). Ce travail d’érudition et d’écriture lui permet de devenir lecteur (en 1919), puis professeur (en 1922) à l’université Kokugakuin, bastion des études nationales. À partir de 1923, il cumule cette position avec une autre chaire à l’université Keiō où il enseigne en particulier l’histoire du théâtre japonais.
Autour de 1925, il rencontre Fujii Harumi (1907-1945), un étudiant qui devient son compagnon. En 1944, il adopte officiellement Harumi qui meurt l’année suivante dans la bataille d’Iwojima.
Hospitalisé en août 1953 pour un cancer de l’estomac, Orikuchi décède à Tōkyō le 3 septembre de la même année.

## Recherches folkloriques
Orikuchi est l’un des premiers disciples de Yanagita Kunio qu’il rencontre autour de 1913. Il collabore avec lui au sein du Groupe de recherche sur les terroirs (Kyōdo kenkyūkai) créé en 1916 et, en 1932, participe à la fondation de l’Association du folklore japonais (Nihon minzoku kyōkai) dont il devient le secrétaire général.
Ses principaux travaux, compilés dans Recherches sur l’Antiquité (Kodai kenkyū, 1929-1930), portent sur les mythes et les croyances, ainsi que sur la poésie et la littérature classiques. Pour François Macé, Orikuchi « s’efforce de retrouver l’homme japonais de l’Antiquité, non pas dans la perspective d’un antiquaire qui se penche sur un passé mort, mais avec la conviction que cet homme de l’Antiquité vit toujours dans l’homme moderne ». Il a aussi publié des études importantes sur les arts du spectacle et en particulier sur les origines du kabuki. Il a développé entre autres le concept de marebito (稀人), d’« étranger de passage », divinité mais aussi ancêtre qui est, selon lui, à l’origine du théâtre japonais.
Ses études ont amené Orikuchi à effectuer de nombreux voyages à travers le Japon, notamment à Okinawa (1921, 1923, 1935) et dans la péninsule de Noto d’où Harumi était originaire.

## Principales œuvres littéraires
- Umi Yama no Aida (海やまのあひだ, littéralement « Entre la mer et les montagnes »?), tanka, Kaizōsha, 1925.
- Haru no Kotobure (春のことぶれ?), tanka
- Shisha no Sho (死者の書, littéralement « Le livre des morts »?), roman, Seijisha, 1943.
- Kodai Kenkyū (古代研究, littéralement « Recueil de pensées antiques »?), Seijisha, 1947.
- Kabuki San (かぶき讃?) – Kabuki